# Rutes E6x
Xarxa de carreteres europees de tipus 6x

## Rutes de classe A
| Rutes E | Es. (*) | Trajecte                                          | Itinerari elbruz.org |
| ------- | ------- | ------------------------------------------------- | -------------------- |
| E60     | (*)     | Brest (França) - Constanța (Romania)              | E60                  |
| E61     | -       | Villach (Alemanya) – Rijeka (Croàcia)             | E61                  |
| E62     | -       | Nantes (França) - Gènova (Itàlia)                 | E62                  |
| E63     | -       | Sodankylä - Turku (Finlàndia)                     | E63                  |
| E64     | -       | Torí - Brescia (Itàlia)                           | E64                  |
| E65     | -       | Malmö (Suècia) - Chanià (Grècia)                  | E65                  |
| E66     | -       | Franzensfeste (Itàlia) - Székesfehérvár (Hongria) | E66                  |
| E67     | -       | Hèlsinki (Finlàndia) – Praga (República Txeca)    | E67                  |
| E68     | -       | Szeged (Hongria) - Brașov (Romania)               | E68                  |
| E69     | -       | Nordkapp - Olderfjord (Noruega)                   | E69                  |

## Rutes de classe B
| Rutes E | Es.(*) | Trajecte                                                   | Itinerari elbruz.org |
| ------- | ------ | ---------------------------------------------------------- | -------------------- |
| E601    | -      | Niort - La Rochelle (França)                               | E501                 |
| E602    | -      | La Rochelle - Saintes (França)                             | E602                 |
| E603    | -      | Saintes – Limoges (França)                                 | E603                 |
| E604    | -      | Tours - Vierzon (França)                                   | E604                 |
| E606    | -      | Angulema - Bordeus (França)                                | E606                 |
| E607    | -      | Digoin - Chalon-sur-Saône (França)                         | E607                 |
| E611    | -      | Lió - Pont-d'Ain (França)                                  | E611                 |
| E612    | -      | Ivrea - Torí (Itàlia)                                      | E612                 |
| E641    | -      | Wörgl - Salzburg (Àustria)                                 | E641                 |
| E651    | -      | Altenmarkt im Pongau- Liezen (Àustria)                     | E651                 |
| E652    | -      | Klagenfurt (Àustria) - Naklo (Eslovàquia)                  | E652                 |
| E661    | -      | Balatonkeresztúr (Hongria) - Zenica (Bòsnia i Hercegovina) | E661                 |
| E662    | -      | Subotica (Sèrbia) - Osijek (Croàcia)                       | E662                 |
| E671    | -      | Timişoara - Oradea (Romania)                               | E671                 |
| E673    | -      | Lugoj - Deva (Romania)                                     | E673                 |
| E675    | (*)    | Constanța (Romania) - Kardam (Bulgària)                    | -                    |

## Esmenes: ampliació o modificació de la xarxa
Esmenes a l'acord europeu sobre les grands rutes de tràfic internacional (doc. TRANS/SC.1/2001/3 du 20/07/2001 et TRANS/SC.1/2002/3 du 09/04/2002)
- E60: extensió a l'Àsia per Poti (Geòrgia)
- E675: nova ruta Constanța  -  Agigea − Negru Voda (Romania) − Kardam (Bulgària)

Les rutes E691 i E692 es refereixen a noves rutes a l'Àsia.